# Гъзим Пепши
Гъзим Реджеп Пепси (на албански: Gëzim Rexhep Pepshi, [ɡəzim ɾɛdʒɛp pɛpʃi]) е косовски футболист, който играе на поста дефанзивен полузащитник. Състезател на Пирин (Благоевград).

## Кариера
Пепши е бивш играч на Базел, Аарау, Винтертур и Вадуц.
На 6 юли 2023 г. косоварът е обявен за ново попълнение на благоевградския Пирин. Дебютира на 14 юли при загубата с 1:2 като домакин на Берое.

## Национална кариера
На 15 октомври 2019 г. Гъзим дебютира в официален мач за националния отбор на Косово до 21 г., при загубата с 2:1 като гост на националния отбор на Албания до 21 г., в среща от квалификациите за Европейското първенство по футбол за младежи през 2021 г.

## Успехи
Винтертур
- Чалъндж Лига (1): 2021/22

 Вадуц
- Купа на Лихтенщайн (1): 2023